# Dufrénite
La dufrénite è un minerale appartenente al gruppo omonimo.